# Gemenea, Suceava
Gemenea (germană Dzemine) este un sat în comuna Stulpicani din județul Suceava, Bucovina, România.

## Istoricul
1761 - 1765  temelia satului este pusă de români ardeleni care datorită numeroaselor abuzuri maghiare parăsesc Transilvania și se stabilesc în Țara de Sus a Moldovei . Aceștia își au originea în principal din localitățile Sângeorz , Maieru și Borșa fiind crescători de animale, ovine și porcine
1774 - Este menționat drept cătunul Gemine din Ocolul Câmpulung Moldovenesc
1774 - Are loc anexarea ținutului cunoscut sub vechile denumiri Cordun - Arboroasa , devenit ulterior Bucovina de către Imperiul Habsburgic. Cătunul Gemine este înscris în izvodul moșiilor mănăstirii Voroneț din 24 iunie ca sat cu populatie de 83 țărani si 2 popi. Miscările demografice specifice administrației imperiale, duc în același an la  primul val de colonizare a localității cu etnici de origine ruteană, poloneză, huțulă, mozaică în principal agricultori și comercianți.
1782 - 1787   un nou val de colonizare cu etnici de origine germană ; muncitori forestieri și meșteșugari  din regiunile Schwaben  și Franconia , landul Bavaria
1849 - Satul și cătunele aferente acestuia sunt organizate în comuna Dzemine (Gemeinde ger.) ca unitate administrativă locală a Ducatului Bucovinei în cadrul Imperiului Austro-Ungar.
1874 - Începe construcția viitoarei biserici zidite purtând hramul Sfinților Petru și Pavel.
1890 - Are loc sfințirea Biserica Sfinților Petru și Pavel din Geminea.
1894 - Inaugurarea clădirii școlii primare
1925 - 1938 comuna Gemenea (formată din satul Gemenea, satul Slătioara, cătunele Tărnicioara și Muncel) este arondată unității administrative Plasa Homorului, județul Câmpulung
1938 - 1940 comuna Gemenea face parte din noua unitate administrativă ținutul Sucevei
1940 -  strămutarea familiilor de etnici germani în Germania.
1941  -  familiile de evrei părăsesc localitatea.
1956  - se deschid primele mine de prospecțiuni, sunt descoperite  zăcăminte  de uraniu și mici zăcăminte aurifere de mare adâncime pe versantul sud/vestic și versantul vestic
1968 - comuna Gemenea este desființată de autoritățile comuniste,  satul Gemenea  și cătunul Muncel (împreună cu alte 4 sate va  face parte din nou înființată comună Stulpicani), cătunul Tărnicioara  intrând în componența comunei învecinate  Ostra.
1992 - Prospecțiunile miniere  sunt suspendate, minele de uraniu sunt închise, conținutul acestora este  secretizat ca rezervă națională strategică
2006 - 2009 Au loc ample lucrări se modernizare drumuri comunale și forestiere, regularizarea cursului superior al râului Gemenea
2010  Re-sfințirea Bisericii din localitate, în urma lucrărilor de pictură interioară și consolidare a edificiului de cult
2016  inundatii ce afecteaza partial o parte din podete
2021  Refacerea drumului forestier si consolidarea malurilor intr-un amplu proces de investii

## Geografie
Satul Gemenea este situat într-o zonă de depresiune intramontană, traversat de râul cu același nume. Localitatea este înconjurată de grupa munților Rarău la vest și nord ( Diacu, Măgura, Căpățâna ) și de munții Stânișoarei (Muncelul Mic, Obcina Mare și Muncelul Mare) la sud si la est. Se învecinează cu următoarele localități . La N-NV  Slătioara  , la  E-SE  Stulpicani, S-SV Ostra, V    Chiril. Distanțele rutiere față de principalele orașe apropiate sunt următoarele
- Suceava  58,3 Km   (DN 17,E576 - DJ 177A - DJ 177B)
- Gura Humorului 19,7 Km (DN 17,E576 - DJ 177A - DJ 177B)
- Câmpulung Moldovenesc 16,2 Km (DJ 177B)
- Vatra Dornei 82 Km (DN 17B - DJ 177A - DJ 177B)

### Biodiversitatea
Este dată  forma de relief montan, versantul nord vestic fiind dominat de pășuni și fânațe, spre deosebire de versantul sud estic dominat preponderent de păduri de conifere. Demn de remarcat este abundenta faunei și florei locale, caracteristice regiunilor europene  continentale cu climat alpin și subalpin. Numeroase plante  și animale  își găsesc refugiul și se dezvoltă în acest sanctuar natural înconjurat de munți, departe de orice sursă de poluare. De asemenea există specii  protejate de plante, păsări și mamifere rare, amenințate cu dispariția în Europa dar care prosperă în pădurile și golurile alpine din jurul localității. Impactul activităților umane asupra mediului și biodiversității este unul minim, ca urmare a exploatării limitate și sustenabile a resurselor  regenerabile  locale.

## Recensământul din 1930
Componența etnică a satului Gemenea
     Români (56,8%)
     Germani (19,1%)
     Evrei (0,7%)
     Ruși (11,3%)
     Polonezi (0,6%)
     Ruteni (11,5%)
Componența confesională a satului Gemenea
     Ortodocși (77,8%)
     Romano-catolici (19,9%)
     Mozaici (0,7%)
     Evanghelici\Luterani (0,1%)
     Greco-catolici (1,5%)
Conform recensământului efectuat în 1930, populația satului Gemenea se ridica la 1011 locuitori. Majoritatea locuitorilor erau români (56,8%), cu o minoritate de germani (19,1%), una de evrei (0,7%), una de ruși (11,3%), una de ruteni (11,5%) și una de polonezi (0,6%). Din punct de vedere confesional, majoritatea locuitorilor erau ortodocși (77,8%), dar existau și romano-catolici (19,9%), mozaici (0,7%), evanghelici\luterani (0,1%) și greco-catolici (1,5%).

## Oameni și tradiții
În Gemenea, ca în toate așezările din Bucovina ,obiceiurile și îndeletnicirile oamenilor legate de sărbătorile creștine sau ciclicitatea timpului definesc cu precădere personalitatea bucovineanului.
Datinile și practicile, obiceiurile ciclului sărbătorilor  cuprind o gamă variată, extrem de bogată în manifestări artistice, atât în ceea ce privește folclorul literar, muzical și coregrafic cât și reprezentările dramatice. Însă acestea excelează și prin bogăția și varietatea elementelor vestimentare, a recuzitei, a decorului și chiar a regiei, constituind un adevărat carnaval popular. 
Un meșteșug devenit artă în rândul localnicelor îl reprezintă crearea propriilor modele de ouă încondeiate, folosind uneltele și metode tradiționale dar  și materialele moderne.
Toate acestea  se  grupează în patru cicluri care concordă celor patru anotimpuri: obiceiuri de primăvară, de vară, de toamnă și de iarnă, acestea din urma fiind însa cele mai bine conservate și cele mai spectaculoase.

## Obiective Turistice
- Biserica Sf. PETRU și PAVEL  - pictura interioară
- Capela de lemn a cimitirului vechi - sec IX
- Atelier de încondeiat ouă, pictură religioasă
- Tradiții și obiceiuri legate de sărbătorile creștine
- Defileul montan Podul Cheilor
- Așezări pastorale sezoniere
- Acces potecă montană spre Masivul Rarău, rezervația Pietrele Doamnei,  Mănăstirea Rarău - ctitorită de către domnitorul Petru Rareș
- Acces potecă montană spre rezervația floristică  alpină Fânațele Montane Todirescu și  rezervația Codrii Seculari Slătioara
- Trasee montane peisagistice, activități educative în natură, studierea florei și  faunei alpine-subalpine
- Checera  - poiana in muntii Stanisoarei folosit ca loc de refugiu in primul si al doilea razboi mondial

## Personaliăți
Gavril Covalschi (11 iulie 1925 - 14 iunie 2012)
sculptor monumentalist de renume international - scriitor și publicist (presa scrisă și audiovizuală)

## Galerie Imagini

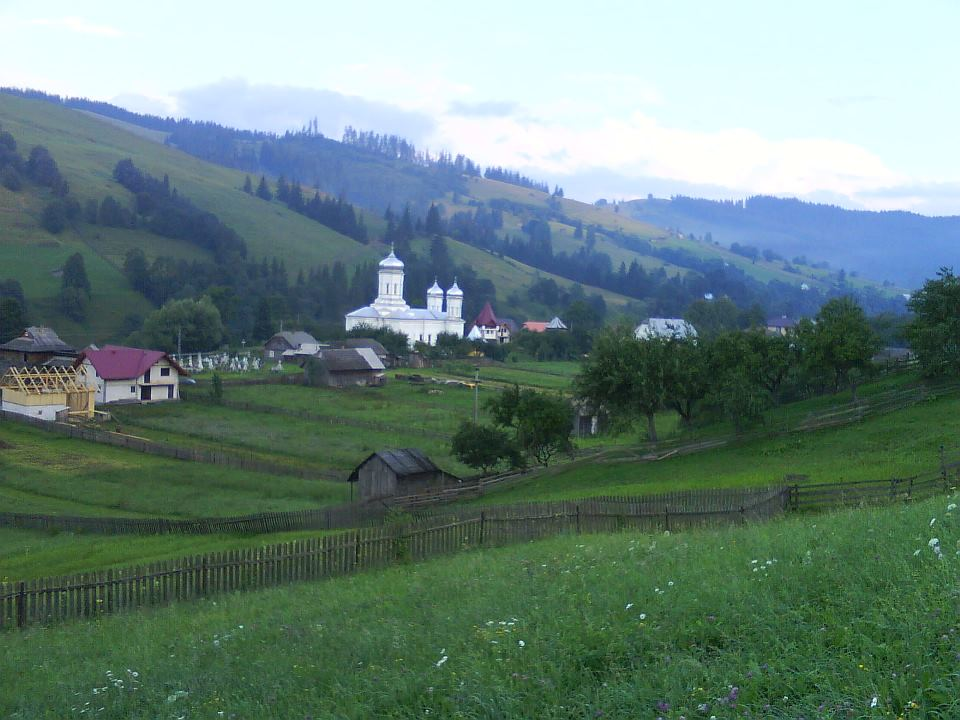
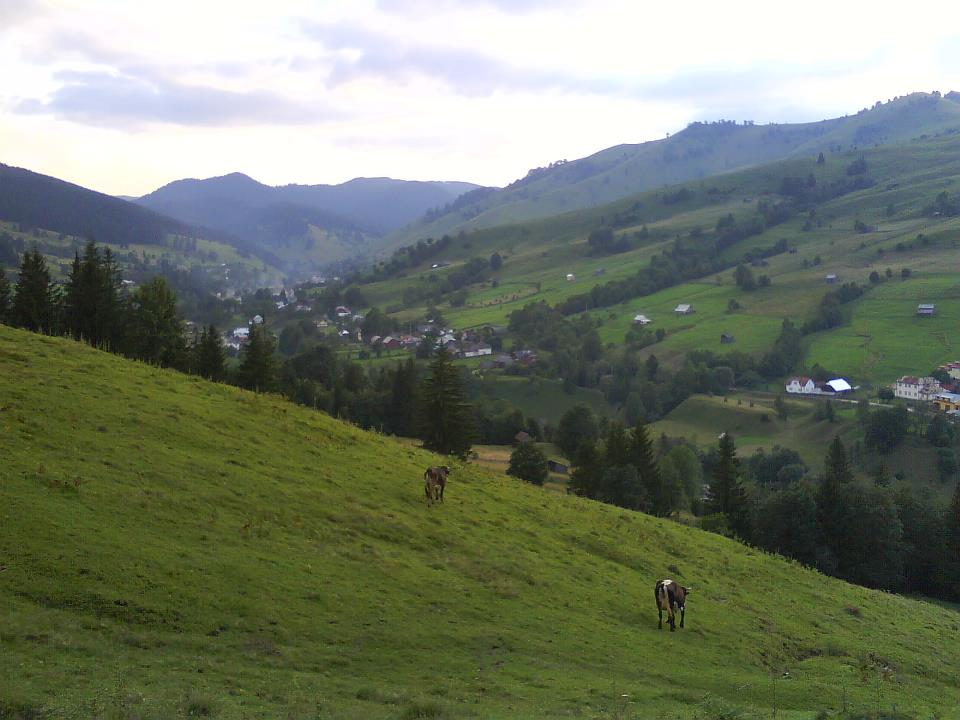
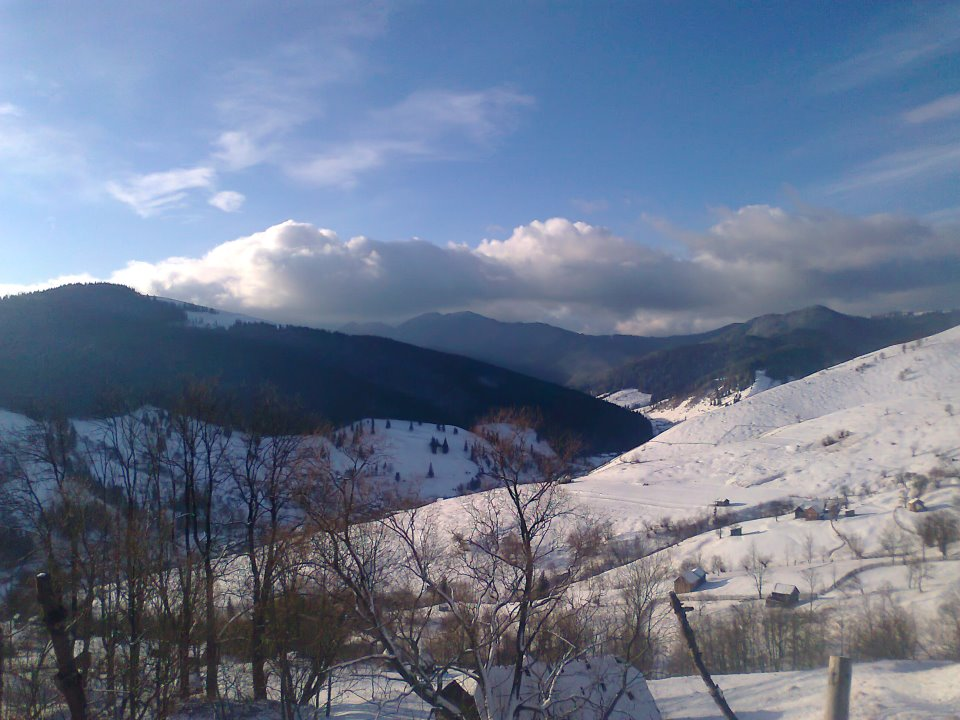
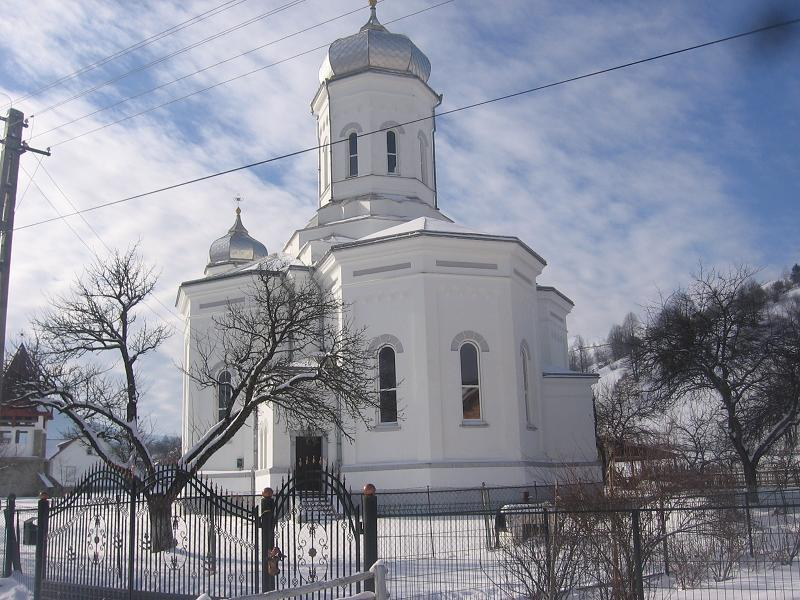
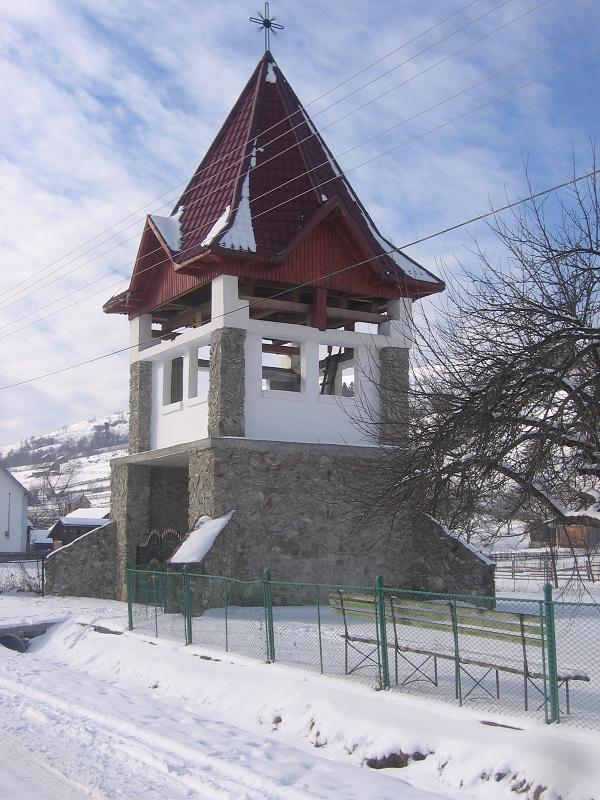
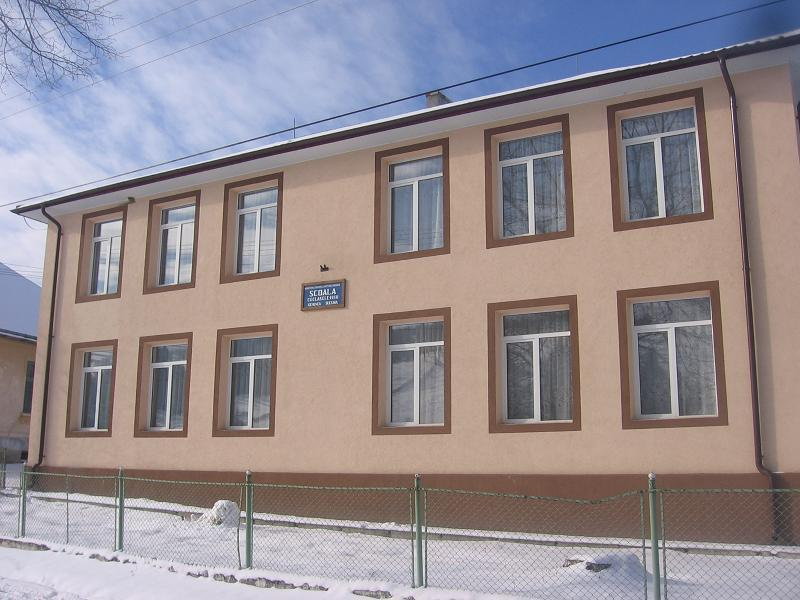